# Giovanni Battista Paggi

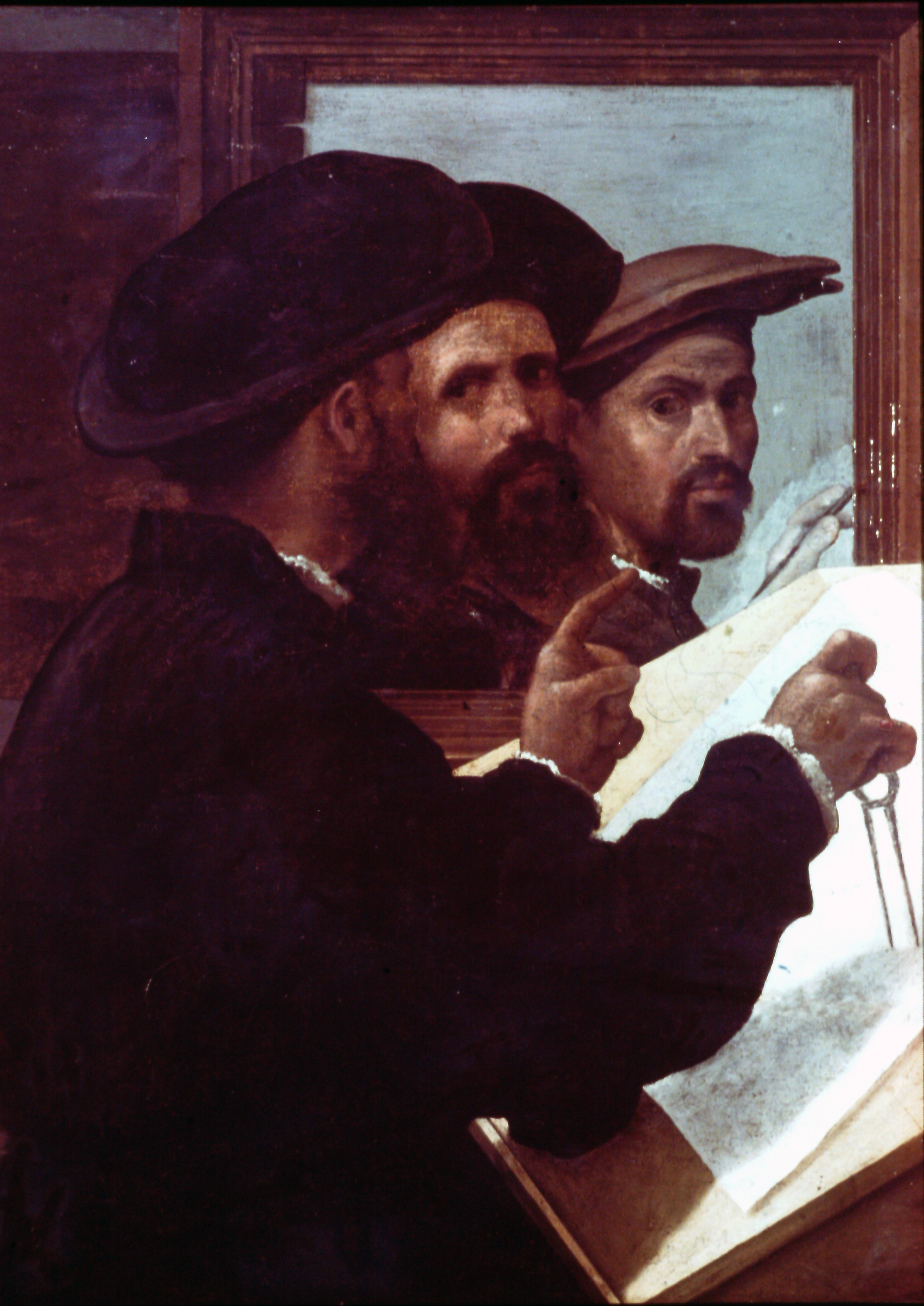
Porträt eines Architekten mit Selbstbildnis von Giovanni Battista Paggi (rechts) im Spiegel, Martin von Wagner Museum, Würzburg

Giovanni Battista Paggi (* 27. Februar 1554 in Genua; † 12. März 1627 ebenda) war ein italienischer Kunstschriftsteller und Maler zwischen Manierismus und Frühbarock.

## Leben
Der aus einer Patrizierfamilie stammende Paggi bildete sich zunächst selbständig als Bildhauer und Zeichner und ging dann in die Werkstatt von Luca Cambiaso, der ihn stilistisch stark beeinflusste. 1579 musste er wegen eines Tötungsdeliktes an einem Genuesischen Edelmann seine Heimatstadt verlassen.
Über Aula sul Magra und Pisa kam er nach Florenz, wo ihm dank des väterlichen Einflusses der Zugang zum großherzoglichen Hof gelang.
In Florenz setzte er sich mit den Werken von Giambologna, Domenico Passignano, Jacopo Chimenti  (1551–1640) und Ludovico Cigoli auseinander, ohne seine stilistische Abhängigkeit von Cambiaso völlig aufzugeben. Als Günstling von Francesco I. de’ Medici erhielt er zahlreiche Aufträge des Florentiner Adels. 1586 wurde er Mitglied der Florentiner Accademia Fiorentina del Disegno. Seine Werkstatt befand sich in einem Haus, das Federico Zuccari gehörte.

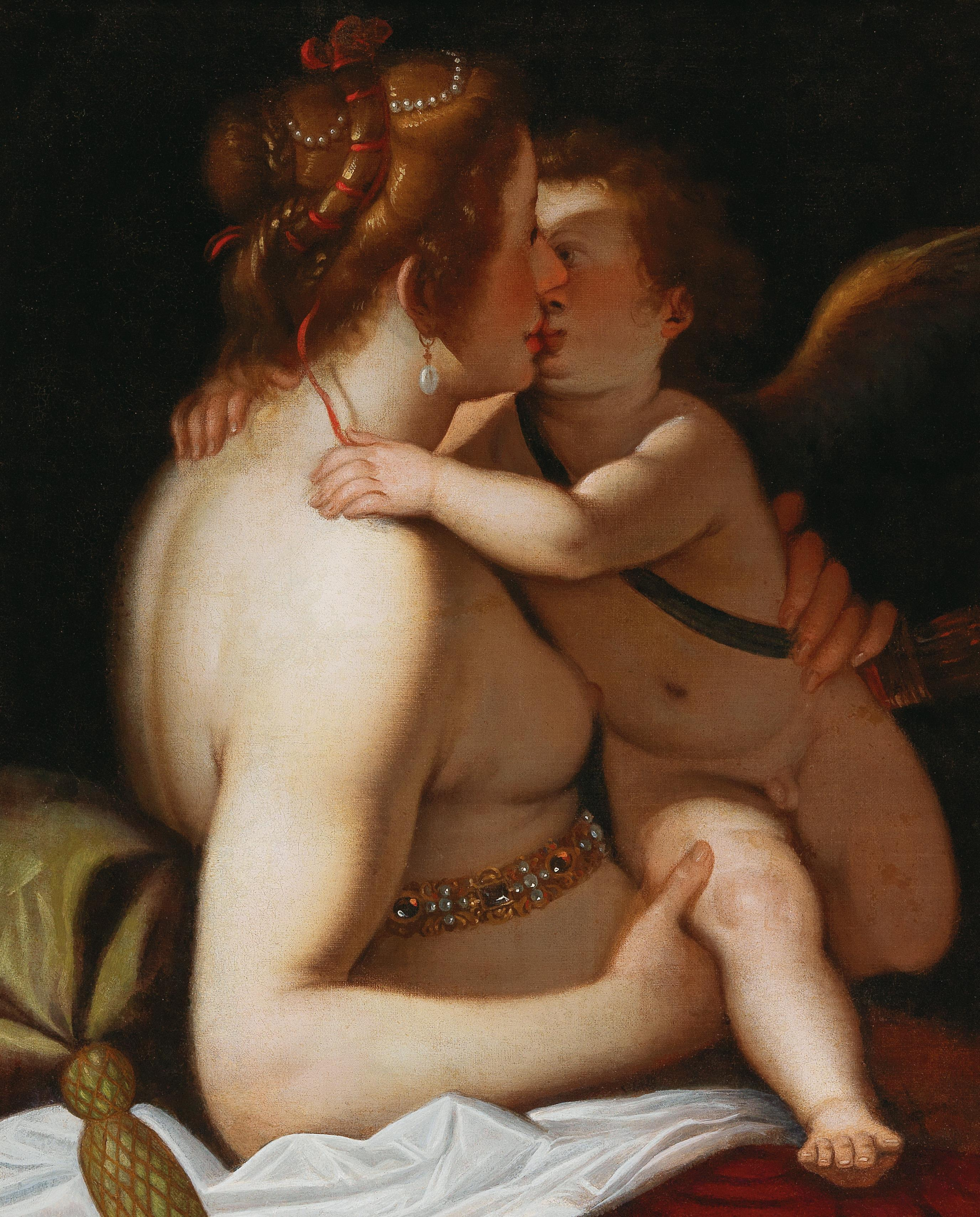
Venus und Cupido (2018 in Auktion im Dorotheum)

Eifersüchtig auf seinen Erfolg, strengten Florentiner und Genuesische  Künstler, mit seinem Studienkollegen Bernardo Castello (1557–1629) an der Spitze, 1590/91 einen Prozess gegen ihn an, um eine juristische Entscheidung zu erreichen, die es Adligen verbietet, das Malerhandwerk auszuüben. Der Prozess wurde dank der juristischen Unterstützung seines Bruders Gerolamo Paggi und der Fürsprache der Medici im Sinne Paggis entschieden.
1599, nach 20 Jahren Verbannung, konnte er durch die Fürsprache des Erzbischofs Domenico Ginnasi über Savona nach Genua zurückkehren, wo ihm die Familie Doria Schutz gewährte.
Paggi unterhielt Beziehungen zu den wichtigsten Gelehrten seiner Zeit, war mit Rubens und Anthonis van Dyck befreundet und veröffentlichte 1607  theoretische Schriften und eine Sammlung mit Malregeln.
Zu seinen Schülern in Genua zählen Giulio Benso, Giovanni Andrea Biscaino, Luciano Borzone, Giovanni Battista Braccelli, Giovanni Domenico Cappellino, Castellino Castelli, Giovanni Benedetto Castiglione, Domenico Fiasella, Agostino und Giovanni Battista Montanari, Giovanni Andrea Podesta und Sinibaldo Scorza.

## Bildergalerie

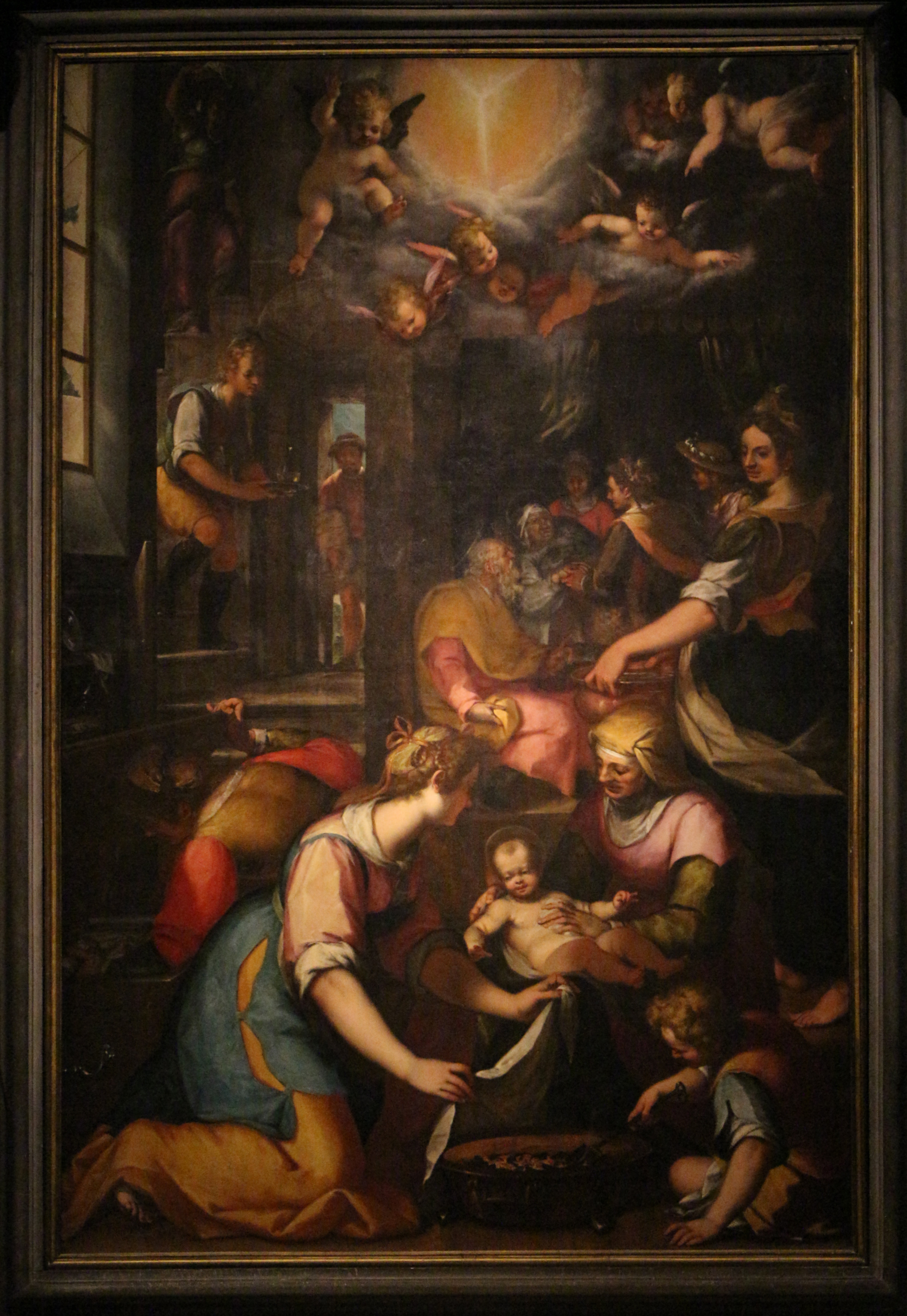
Geburt der Maria, 1591, Dom von Lucca
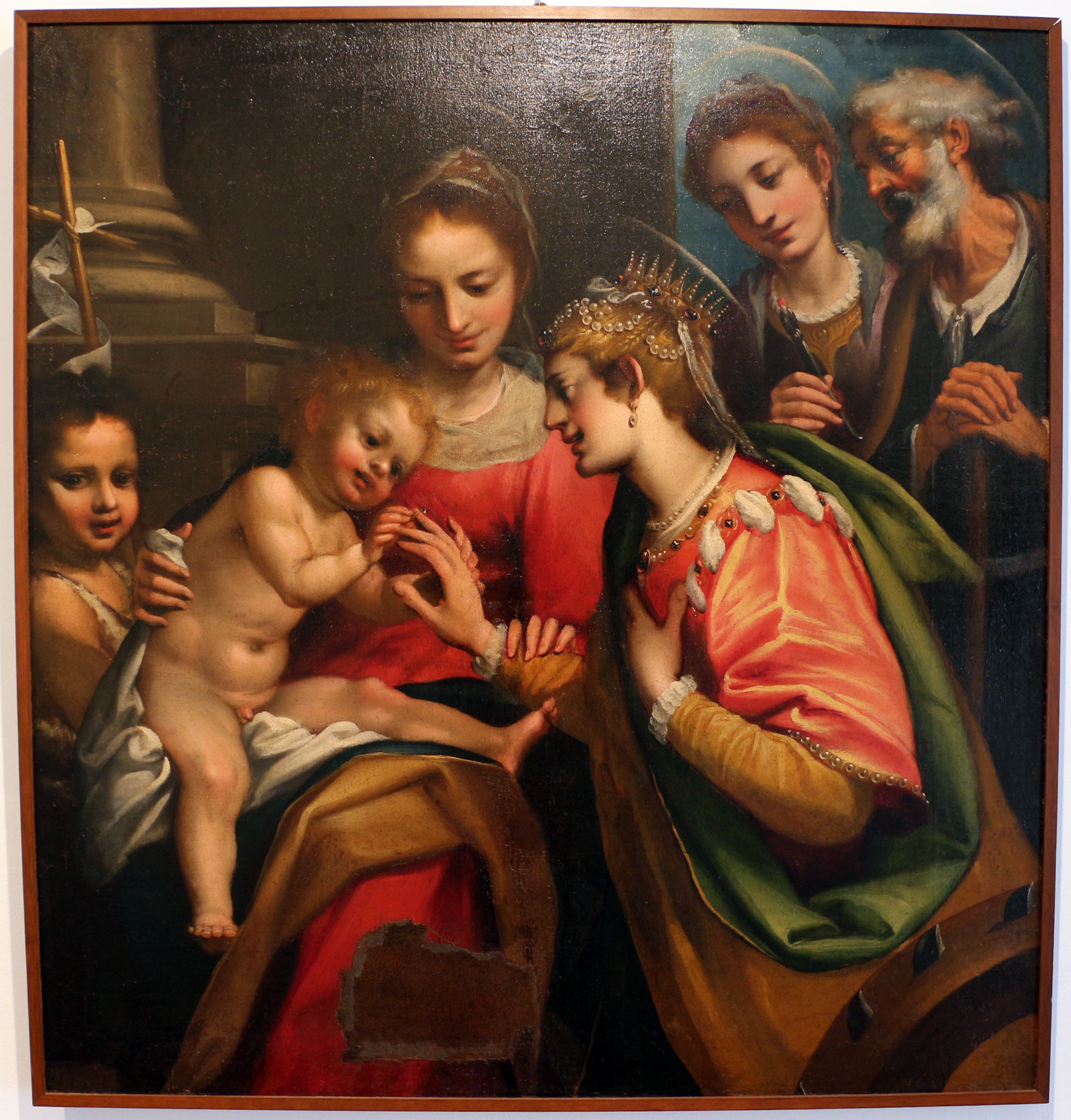
Mystische Hochzeit der hl. Katharina, um 1590, Museo archeologico e d'arte della Maremma
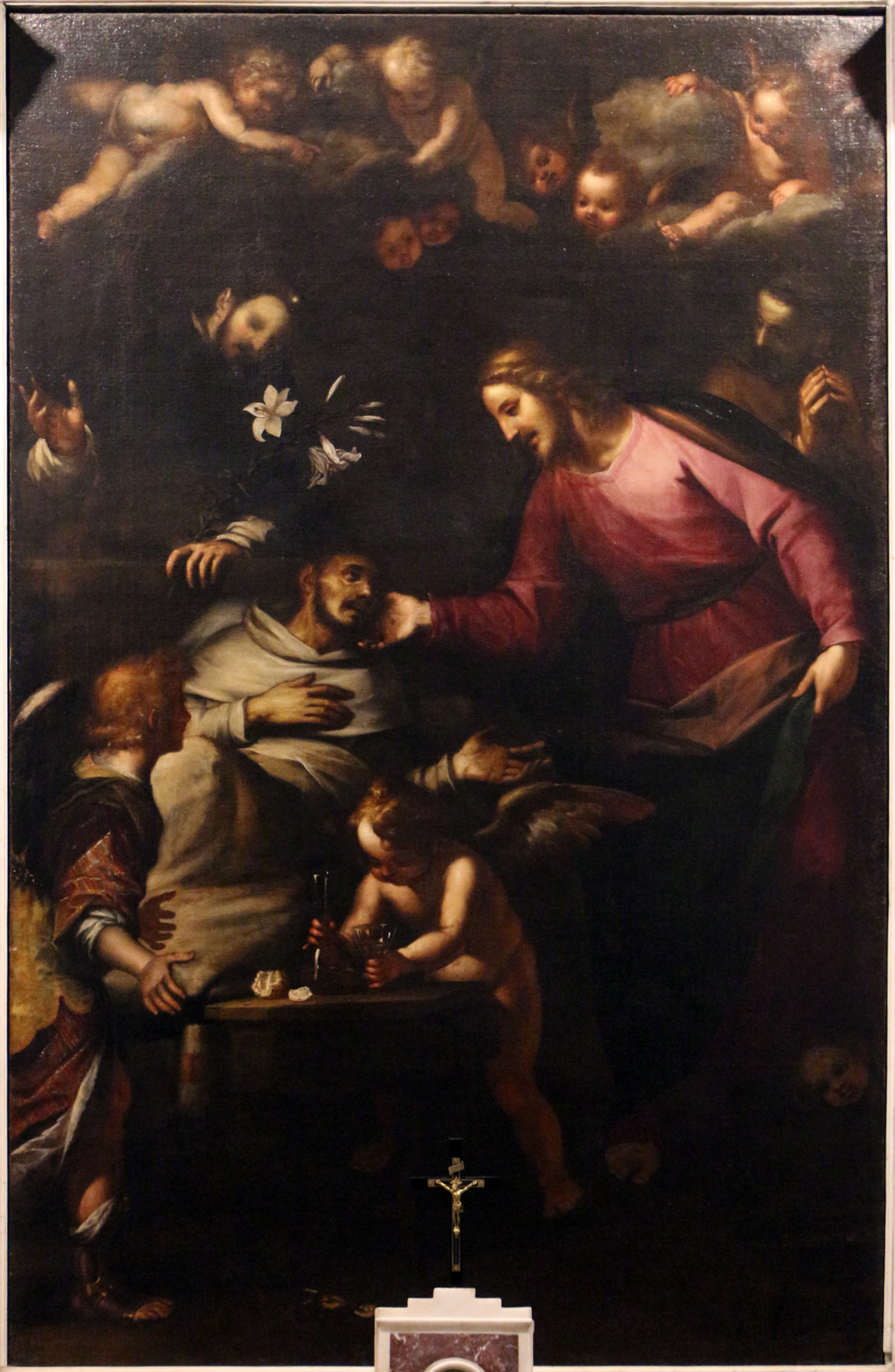
Heilung des hl. Vincenz, Santa Maria di Castello, Genua
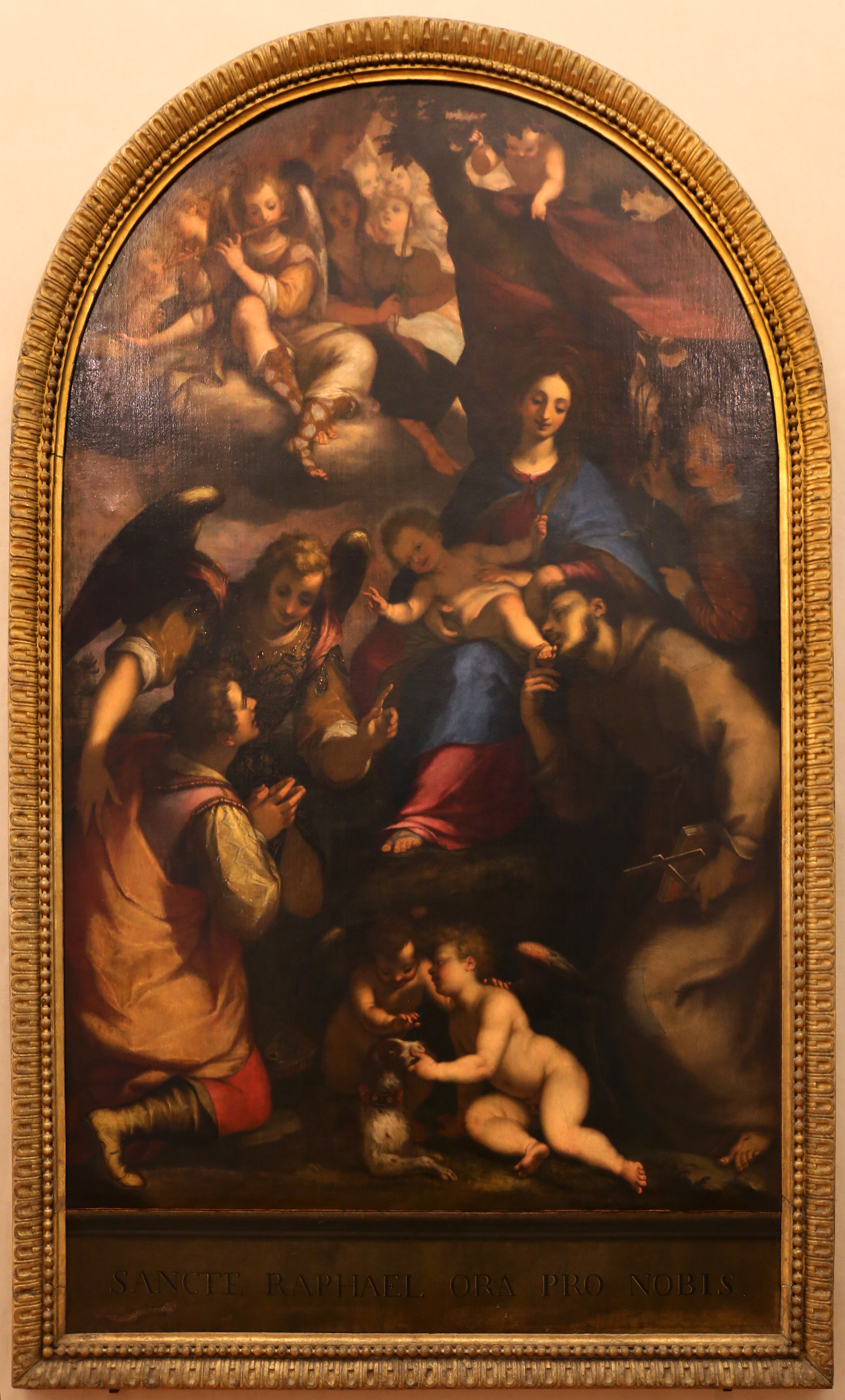
Madonna und Kind mit dem Heiligen Antonius, Tobias und dem Erzengel Raffael, 1592
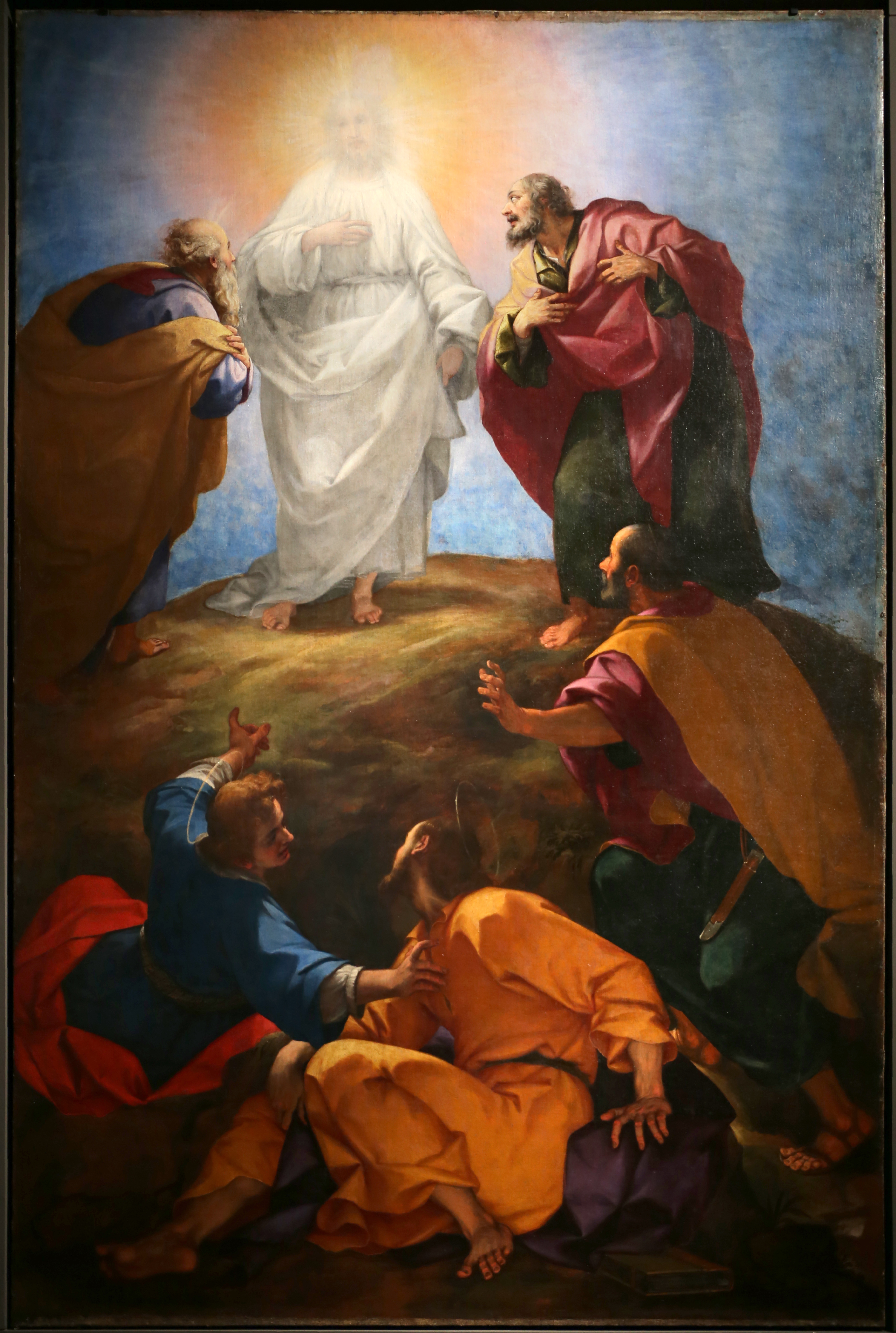
Transfiguration, 1596, San Marco, Florenz
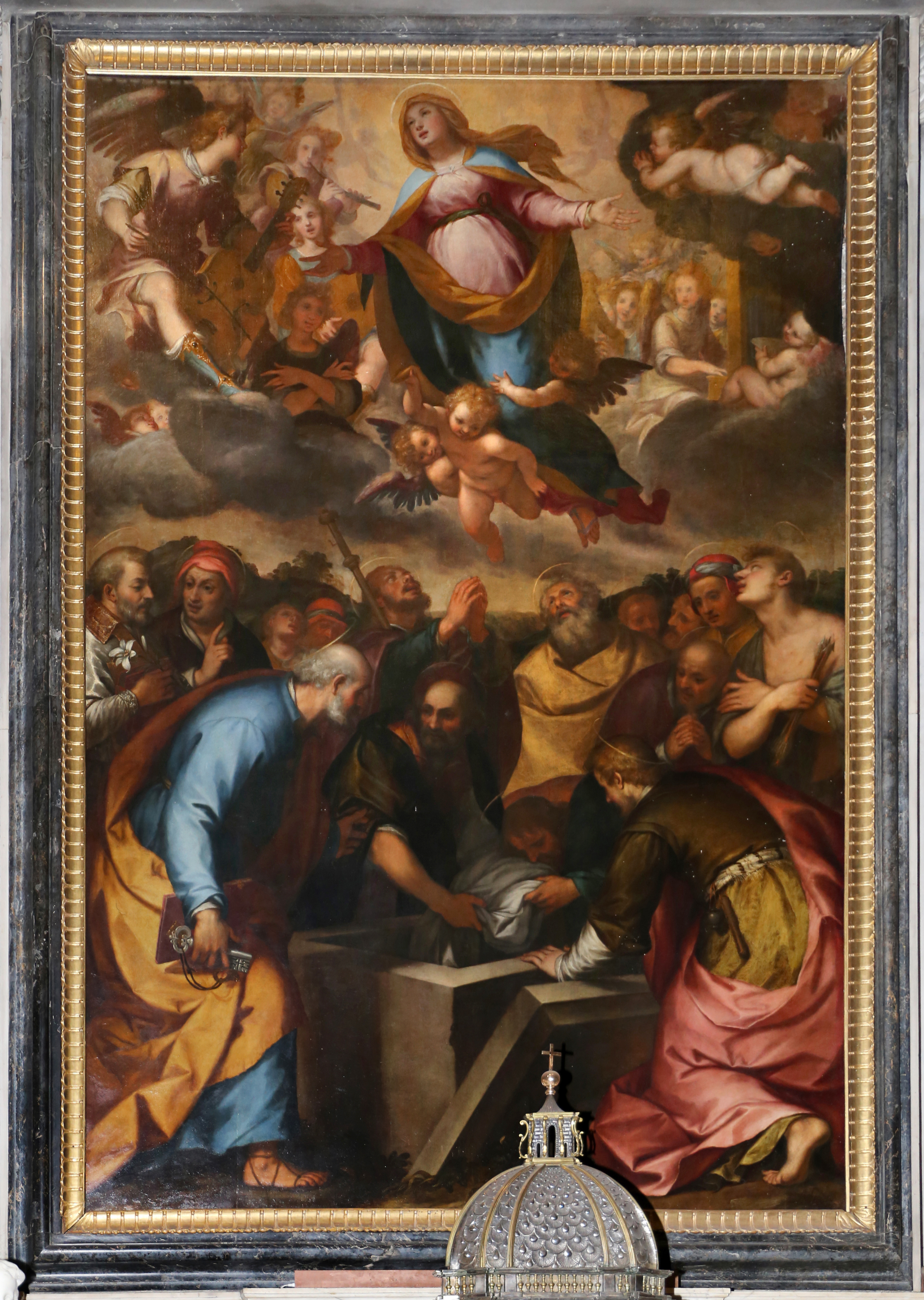
Mariä Himmelfahrt, Dom von Pistoia
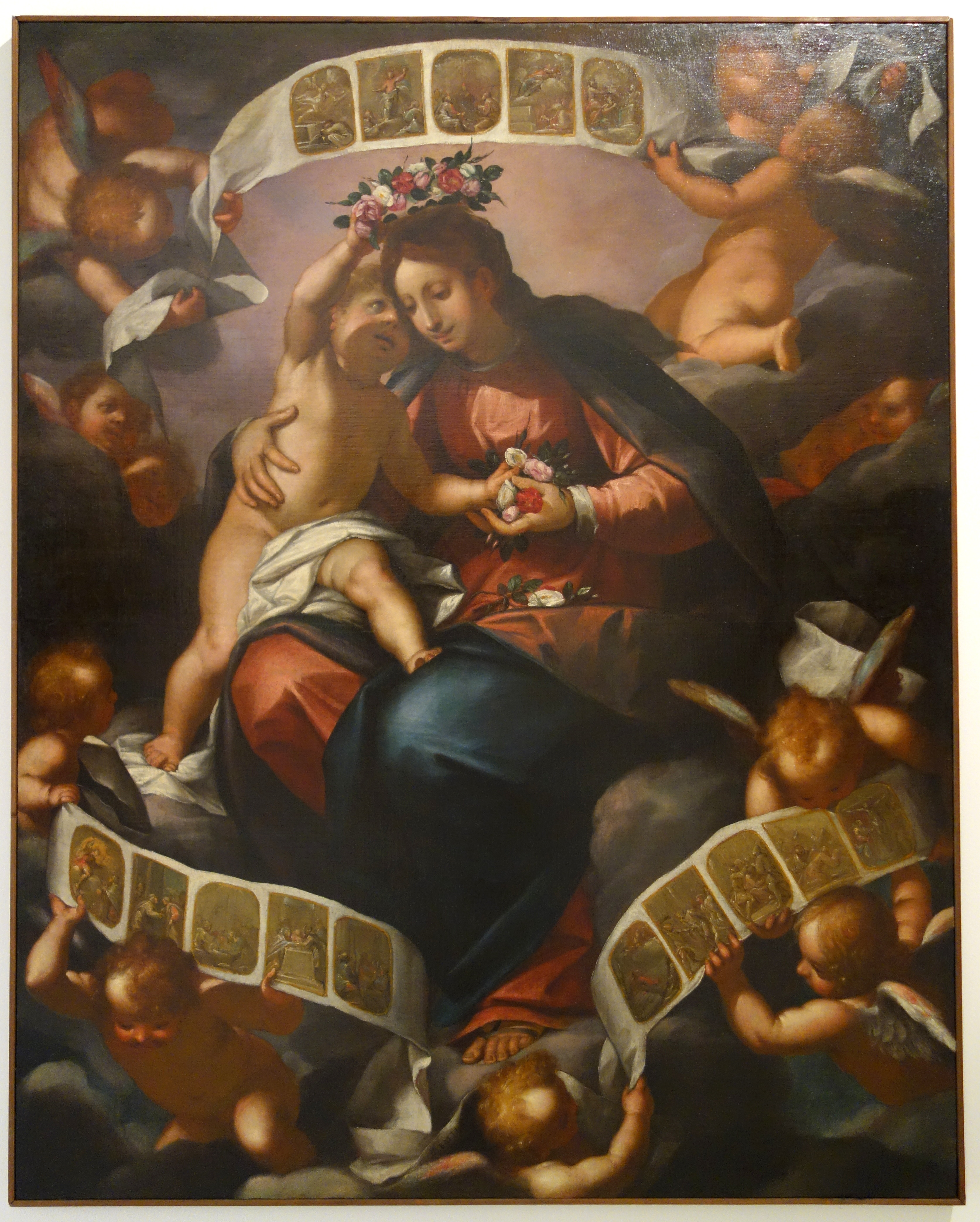
Rosenkranzmadonna, ca. 1615 (?), Accademia Ligustica di Belle Arti, Genua

## Werke (Auswahl)
- Santa Maria Novella (Florenz): Fresken im Chiostro Grande „Wunder der Santa Katherina von Alexandia“
- Basilica della Santissima Annunziata del Vastato (Genua): Tafelbild „Auferstehung der Santa Klara“
- Kathedrale von Savona: Tafelbild „Martyrium der Heiligen Ursula und der tausend Jungfrauen“
- Kathedrale von Lucca: Tafelbilder „Verkündigung“ (1597) und „Mariens Geburt“
- Chiesa Sant’Agostino (Loana): „Martyrium des Apostels Andreas“ (1590)
- Kathedrale San Lorenz (Genua): „Verkündigung“
- Chiesa di San Giacomo (Pontedecimo): „Taufe Christi“
- Convento di Col leviti (Pescia): „Erzengel Michael verfolgt die gefallenen Engel“
- Accademia Ligustica di Belle Arti. (Genua): „Rosenkranzmadonna“
- Dom zu Pisa: „Das Heilige Kreuz  mit Heiligen“ (1610)
- Santuario della Madonna della Pace (Albisola Superiore): Verkündigung,
- Dulwich Picture Gallery (London): „Venus und Cupido“

## Schriften von Paggi
- Definizione e divisione della pittura Genua 1607.
- Lo stato rustico Genua, nach 1607.